# Cinémathèque du documentaire
La cinémathèque du documentaire est un groupement d'intérêt public, créé par une convention constitutive approuvée par un arrêté du 2 novembre 2017, chargé de soutenir et de promouvoir la production et la diffusion des œuvres cinématographiques et audiovisuelles appartenant au genre du documentaire. 

## Histoire
L'idée de créer une cinémathèque du documentaire est venue de la Société civile des auteurs multimédia (SCAM), et de sa présidente (en exercice jusqu’à juin 2015), l’auteure-réalisatrice Julie Bertuccelli : "le cinéma est né documentaire et il représente un lien social sans équivalent. À l’instar de la Cinémathèque française pour le cinéma de fiction, la Scam souhaite qu’un lieu symbolise la place du documentaire dans la société. Julie Bertuccelli sollicite la ministre de la Culture pour qu’elle lance une mission de préfiguration de ce que pourrait être une Cinémathèque du documentaire digne de ce nom". Lors du Festival de Cannes 2015 un nouveau prix est consacré aux films documentaires (L'œil d'or). Julie Bertucelli indique à cette occasion ce que pourrait-être une cinémathèque du documentaire « Un lieu dédié au cinéma du réel, qui proposera des projections quotidiennes, mais aussi des rencontres, des cycles, des débats… et qui pourrait idéalement trouver sa place à la Bibliothèque publique d'information de Beaubourg, où de grands travaux sont prévus ». 
Le Ministère de la culture et de la communication demande un rapport sur cette éventuelle création à l'Inspection Générale des Affaires Culturelles. François Hurard, Inspecteur Général des Affaires Culturelles, rend son rapport, favorable à la création, en décembre 2015. Il formule des préconisations sur les modalités de création. Audrey Azoulay, alors ministre de la Culture et de la Communication, annonce, durant les États généraux du documentaire, à Lussas le 25 août 2016 la création de la Cinémathèque du documentaire avec le soutien du Centre national du cinéma et de l’image animée. 
Lors du Festival de Cannes 2017 la ministre de la Culture, Françoise Nyssen, signe avec les partenaires la convention constitutive, validée par arrêté du 2 novembre 2017.

## Fondateurs
Les membres fondateurs sont la Société civile des auteurs multimédia (Scam) ; le Centre national du cinéma et de l'image animée (CNC) ; la Bibliothèque publique d'information (BPI) ; la Bibliothèque nationale de France (BNF) ; la Société des auteurs, compositeurs et éditeurs de musique (Sacem) ; France Télévisions (FTV) ; l'association Images en bibliothèques ; l'association Film-documentaire.fr ; l'association Ardèche Images.

## Équipe dirigeante
Présidence
- Depuis 2017 : Julie Bertuccelli

Direction
- 2017-2020 :
- Depuis avril 2020 : Philippe Bachman[7]